# Santa Cecília de les Serres
Santa Cecília de les Serres és l'església parroquial del poble de les Serres, al municipi de Sant Martí de Llémena (Gironès). És d'estil romànic, molt modificat al segle xviii. Esmentada per primer cop el 1019, antigament és documentada com a Santa Cecília de Càrcer (de Carcar i de Carcere, 1362).
Té una sola nau acabada en un absis semicircular, la part baixa del qual encara conserva part de la construcció romànica. La porta, oberta a la façana nord, està precedida per un porxo amb una gran arcada adovellada. El campanar és de torre de planta quadrada amb dues obertures d'arc de mig punt a cada cara i està construït sobre la façana de ponent.
Apareix esmentada l'any 1019 i a l'any 1362. A l'any 1395 tenia 10 focs, dels quals 7 eren de l'església. L'església parroquial actual està construïda l'any 1774, aprofitant estructures de la construcció romànica. Es visible sobretot a la part baixa de l'absis semicircular, on es conserven cinc filades de petits carreus d'un edifici del segle xi o principis del XII.
Dedicada a Santa Cecília de Roma. Per això, al voltant del 22 de novembre s'hi celebra un popular aplec.